# Marko Kump
Marko Kump, slovenski kolesar, * 9. september 1988, Novo Mesto.
Kump je nekdanji slovenski profesionalni kolesar, ki je tekmoval med letoma 2007 in 2020 za ekipe Geox–TMC, Tinkoff–Saxo, UAE Team Emirates in CCC–Sprandi–Polkowice ter v štirih obdobjih za Adria Mobil. Od leta 2021 deluje kot športni direktor UCI Continental ekipe Adria Mobil.

## Rezultati
2005
2. cestna dirka, Slovensko mladinsko državno prvenstvo
2006
6. cesta dirka, Svetovno mladinsko prvenstvo v cestnem kolesarstvu
2007
1. Trofej Poreč
2008
3. Trofej Poreč
2009
1. etapa 4 Dirka po Sloveniji
1. etapa 3 Tour de l'Avenir
2.  Cestna dirka, Sredozemske igre
2. Praga–Karlovy Vary–Praga
4. skupno Coupe des nations Ville Saguenay
1. etapa 1
4. Trofeo Zsšdi
5. Gran Premio della Costa Etruschi
6. cesta dirka, Svetovno prvenstvo v cestnem kolesarstvu do 23 let
6. GP Kranj
6. ZLM Tour
9. skupno Istarsko proljeće
1. etapa 1
2010
1. Trofeo Zsšdi
1. Ronde van Vlaanderen Beloften
1. etapa 4 Settimana Internazionale di Coppi e Bartali
2. cestna dirka, Slovensko državno prvenstvo do 23 let
3. Zagreb–Ljubljana
9. Giro del Friuli
2012
1. Banja Luka–Beograd I
1. Grand Prix Südkärnten
1. Central European Tour Budapest GP
1. Ljubljana–Zagreb
1. etapa 1 Szlakiem Grodów Piastowskich
2. cestna dirka, Slovensko državno prvenstvo
2. Banja Luka–Beograd II
2. Trofeo Matteotti
3. skupno Istarsko proljeće
1. etapa 1
4. Trofeo Zsšdi
5. skupno Course de Solidarność et des Champions Olympiques
6. ProRace Berlin
8. Giro di Toscana
2013
9. skupno World Ports Classic
2015
1.  skupno Dirka po Małopolski
1. etapi 1 in 2
1. Trofej Umag
1. Trofej Poreč
1. GP Adria Mobil
1. Banja Luka–Beograd I
1. Hrvaška–Slovenija
1. Velothon Stockholm
Dirka okoli jezera Činghaj
1.  točke
1. etape 1, 2, 6, 9 in 12
Tour d'Azerbaïdjan
1.  točke
1. etapa 1
1. etapa 2 Dirka po Hrvaški
1. etapa 3 Istarsko proljeće
1. etapa 4 Dirka po Sloveniji
4. GP Laguna
4. GP Izola
7. Gran Premio Industria e Commercio di Prato
9. Banja Luka–Beograd II
2016
Dirka okoli jezera Činghaj
1. etapi 9 in 10
2017
2. GP Izola
2. Brussels Cycling Classic
8. EuroEyes Cyclassics
2018
6. Clásica de Almería
2019
1. VN Slovenske Istre
1. VN Adria Mobil
1. Velika nagrada Kranja
1. Hrvaška–Slovenija
Dirka po Bihorju
1.  točke
1. etapa 1
1. etapa 4 Beograd–Banja Luka
1. etapa 1 Dirka po Hrvaški
3. cestna dirka, Slovensko državno prvenstvo
5. Trofej Umag
2020
2. Trofej Umag
4. Velika nagrada Kranja